# Вилетинець
Вилетинець (хорв. Viletinec) — населений пункт у Хорватії, у Вараждинській жупанії у складі міста Лепоглава.

## Населення
Населення за даними перепису 2011 року становило 173 осіб.
Динаміка чисельності населення поселення:

## Клімат
Середня річна температура становить 9,84 °C, середня максимальна – 23,91 °C, а середня мінімальна – -6,34 °C. Середня річна кількість опадів – 1043 мм.
| Клімат поселення                              | Клімат поселення | Клімат поселення | Клімат поселення | Клімат поселення | Клімат поселення | Клімат поселення | Клімат поселення | Клімат поселення | Клімат поселення | Клімат поселення | Клімат поселення | Клімат поселення | Клімат поселення |
| Показник                                      | Січ.             | Лют.             | Бер.             | Квіт.            | Трав.            | Черв.            | Лип.             | Серп.            | Вер.             | Жовт.            | Лист.            | Груд.            |                  |
| Середній максимум, °C                         | 5,62             | 7,45             | 11,59            | 15,76            | 20,72            | 23,91            | 23,12            | 22,48            | 18,53            | 13,42            | 7,92             | 4,30             |                  |
| Середня температура, °C                       | −0,36            | 1,46             | 5,61             | 9,78             | 14,72            | 17,92            | 19,66            | 19,02            | 15,07            | 9,95             | 4,46             | 0,84             |                  |
| Середній мінімум, °C                          | −6,34            | −4,53            | −0,38            | 3,78             | 8,73             | 11,92            | 16,19            | 15,55            | 11,60            | 6,48             | 1,00             | −2,64            |                  |
| Норма опадів, мм                              | 49               | 53               | 73               | 81               | 90               | 121              | 105              | 102              | 98               | 100              | 98               | 73               |                  |
| Середньомісячна швидкість вітру, м/с          | 1.80             | 2.00             | 2.40             | 2.37             | 2.23             | 2.00             | 1.90             | 1.73             | 1.73             | 1.82             | 1.91             | 1.90             |                  |
| Середньомісячна сонячна радіація, кДж/м²·день | 4097             | 6798             | 10485            | 14763            | 18787            | 20682            | 21332            | 18594            | 13724            | 8601             | 4582             | 3275             |                  |
| --------------------------------------------- | ---------------- | ---------------- | ---------------- | ---------------- | ---------------- | ---------------- | ---------------- | ---------------- | ---------------- | ---------------- | ---------------- | ---------------- | ---------------- |
| Джерело:                                      |                  |                  |                  |                  |                  |                  |                  |                  |                  |                  |                  |                  |                  |